# Music and Me (Michael Jackson-dal)
A Music and Me című dal Michael Jackson énekes 1973-ban megjelent kislemeze a Music & Me című stúdióalbumról. A dal Hollandiában 29.,[forrás?] míg Törökországban a 49. helyezett volt a kislemezlistán.[forrás?]

## Megjelenések
7"  Hollandia Tamla Motown – 5C 006-94758
- A	Music And Me Producer – Jerry Marcellino, Mel Larson 2:35
- B	Johnny Raven Producer – Hal Davis 3:31

## Slágerlista
| Slágerlista (1973)               | Legjobb helyezés |
| -------------------------------- | ---------------- |
| Hollandia Dutch Singles Chart    | 29               |
| Törökország Turkey Singles Chart | 49               |

## Feldolgozások
A brazil pop- és jazzénekes Edson Cordeiro saját változatát adta elő 1999-ben, mely szerepel  Disco Clubbing 2 – Mestre de Cerimônia című albumán.